# بوبروس
بوبروس هي بلدية تقع في مقاطعة سوريا، في منطقة قشتالة وليون، في إسبانيا. يبلغ عدد سكانها 44 نسمة وذلك حسب (المعهد الوطني للإحصاء) سنة 2004.